# ميغيل ألبرتو غارسيا دياز
ميغيل ألبرتو غارسيا دياز (بالإسبانية: Miguel Alberto García Díaz) (15 مارس 1991 بأويلما في إسبانيا - ) هو لاعب كرة قدم إسباني في مركز الوسط. لعب مع راسينغ سانتاندير ونادي غرناطة ونادي قادش ونادي هويسكا.

## وصلات خارجية
- ميغيل ألبرتو غارسيا دياز على موقع إي إس بي إن إف سي (الإنجليزية)
- ميغيل ألبرتو غارسيا دياز على موقع Soccerway.com (الإنجليزية)
- ميغيل ألبرتو غارسيا دياز على موقع AS.com (الإسبانية)